# Т
Т, т (cursiva Т, т) en ruso llamada: "tɛ" (tɛ) es una letra del alfabeto cirílico correspondiente a la T del alfabeto latino.  Representa el sonido /t/, a sonido sordo consonántico dental plosivo, excepto cuando va seguida de ь o cualquiera de las vocales palatizadas, cuando representa el sonido /tʲ/.
Proviene de la letra tau (Τ) del alfabeto griego.
En cursiva, la minúscula (т) se asemeja mucho a la t del alfabeto latino, aunque en algunos formatos (especialmente en letra cursiva) se asemeja a una letra m.

## Uso

### Sistema numeral cirílico
En la antigüedad, en el sistema numeral cirílico, esta letra tenía el valor numérico 300.

## Tabla de códigos
| Codificación de caracteres | Tipo      | Decimal | Hexadecimal | Octal  | Binario             |
| -------------------------- | --------- | ------- | ----------- | ------ | ------------------- |
| Unicode                    | Mayúscula | 1058    | 0422        | 002042 | 0000 0100 0010 0010 |
| Unicode                    | Minúscula | 1090    | 0442        | 002102 | 0000 0100 0100 0010 |
| ISO 8859-5                 | Mayúscula | 194     | C2          | 302    | 1100 0010           |
| ISO 8859-5                 | Minúscula | 226     | E2          | 342    | 1110 0010           |
| KOI 8                      | Mayúscula | 244     | F4          | 364    | 1111 0100           |
| KOI 8                      | Minúscula | 212     | D4          | 324    | 1101 0100           |
| Windows 1251               | Mayúscula | 210     | D2          | 322    | 1101 0010           |
| Windows 1251               | Minúscula | 242     | F2          | 362    | 1111 0010           |
Sus códigos HTML son: &#1058; o &#x422; para la minúscula y &#1090; o &#x442; para la minúscula.